# Berlin Telegram
Pour plus de détails, voir Fiche technique et Distribution.
Berlin Telegram est un film  franco-germano-belge réalisé par Leila Albayaty, sorti en 2012.

## Synopsis
Leila et Antoine se sont aimés, passionnément. Antoine abandonne Leila pour une autre. À son tour, elle plaque tout et quitte sa ville, Bruxelles, n’emportant avec elle que son caméscope. Elle part refaire sa vie à Berlin. 
Une histoire de croisements, un road movie musical avec pour fil conducteur Leila, qui réapprend, en s’ouvrant au monde, à vivre après sa déception amoureuse.

## Fiche technique
- Titre : Berlin Telegram
- Réalisation : Leila Albayaty
- Scénario : Leila Albayaty et Marylise Dumont
- Photographie : Michel Balagué et Christophe Bouckaert
- Montage : Anne-Laure Guégan
- Son : Fabrice Osinski
- Mixage : Mikaël Barre
- Sociétés de production : Stempel, Julien Sigalas - Zero Fiction, Martin Hagemann  - Trompe le Monde, Pierre Walfisz
- Pays d'origine :  Belgique /  Allemagne /  France
- Langue de tournage : français, anglais, arabe
- Format : couleur — DCP
- Genre : drame
- Durée : 80 minutes

## Distribution
- Leila Albayaty : Leila
- Hana Al Bayaty : Hana
- Eric Ménard : Eric
- Tarek Atoui : Tarek
- Marc Barbé : Antoine
- Maryam Najd : Maryam
- Sebastian Blomberg : Robert
- Cristoforo Spotto : Cristoforo
- Ivan Imperiali : Ivan
- Alain Rylant : Alain
- Julien Faure : Julien
- Simone Albayaty : Simone
- Abdul Ilah Albayaty : Abdul

## Festivals
- 2012 : Mar del Plata Film Festival, Argentine
- 2012 : Dubaï Film Festival
- 2012 : Cinemania, Québec
- 2012 : Cinéma Tous Écrans, Suisse

## Distinctions
- 2012 : Cinéma Tous Écrans, Prix TV5 monde